# Pinhay Bay
Pinhay Bay är en vik i Storbritannien.   Den ligger i riksdelen England, i den södra delen av landet, 220 km väster om huvudstaden London.